# Ronja Forcher
Ronja Forcher (Innsbruck, 1996. június 7. –) osztrák színésznő, énekesnő

## Élete
Mint gyerek a Tiroler Landestheaterben játszott. 2014 és 2015 között Bécsben járt színésziskolába.
A Tiroler Landestheater tagja volt két évig, 2019-ig.

## Filmjei
| Év        | Magyar cím                   | Eredeti cím                                    | Szerep            | Magyar hang   | Megjegyzések                      |
| --------- | ---------------------------- | ---------------------------------------------- | ----------------- | ------------- | --------------------------------- |
| 2004-2008 |                              | Im Tal des Schweigens                          | Elise Christeiner |               | négy epizódban                    |
| 2005      |                              | Die Geierwally                                 | Hanni Gruber      |               | TV film                           |
| 2005      | Kastélyszálló                | Schlosshotel Orth                              | Tina Rath         |               | Am Abgrund című epizódban         |
| 2006      | Dunai zsaruk                 | SOKO Wien                                      | Katya Margul      |               | Katyas Geheimnis című epizódban   |
| 2006      |                              | Folge deinem Herzen                            | Lindiwe Berger    |               | TV film                           |
| 2007      |                              | Der Ruf der Berge – Schatten der Vergangenheit | Magdalena         |               | TV film                           |
| 2007      |                              | Für immer Afrika                               | Lindiwe Berger    |               | TV film                           |
| 2008      | Álomhotel                    | Das Traumhotel                                 | Eva               |               | Karibik című epizódban            |
| 2008      |                              | Afrika im Herzen                               | Lindiwe Berger    |               | TVfilm                            |
| 2008–     | A hegyi doktor – Újra rendel | Der Bergdoktor                                 | Lilli Gruber      | Pekár Adrienn | főszerep                          |
| 2012      | Alpesi nyomozók              | SOKO Kitzbühel                                 | Sarah Fuchs       |               | Der schwarze Fürst című epizódban |